# Henry Augustus Pilsbry

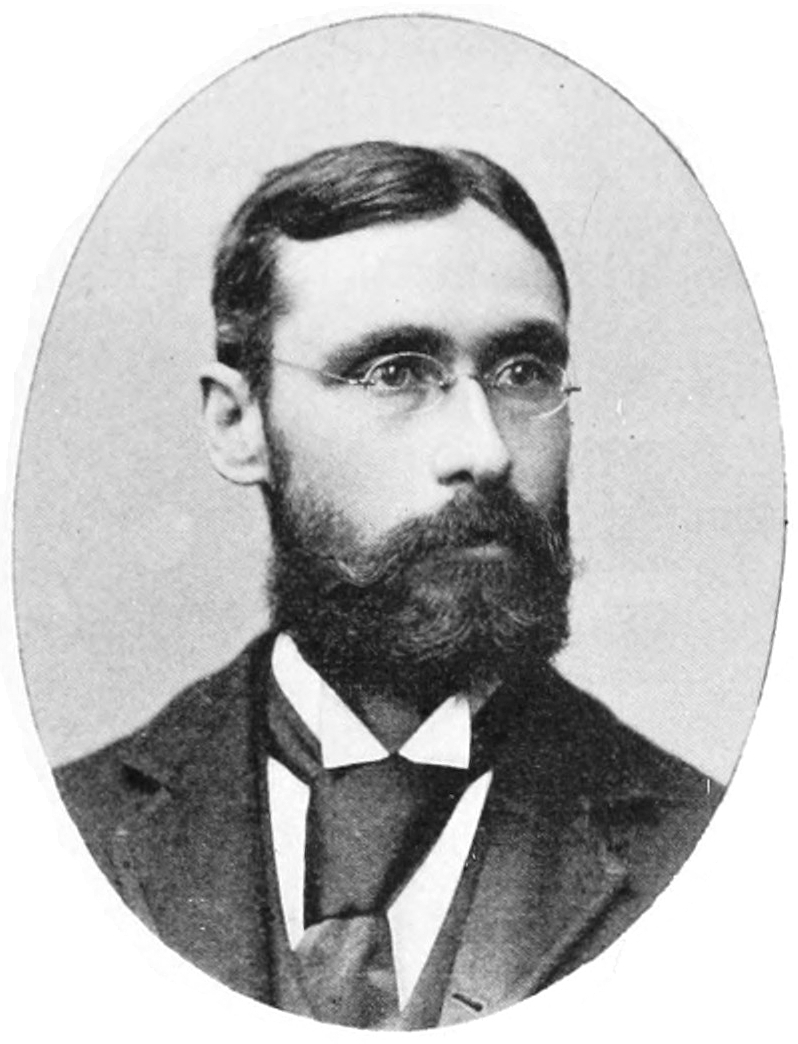
Ein Porträt von Henry Augustus Pilsbry (1914)

Henry Augustus Pilsbry (* 7. Dezember 1862 in Iowa City (Iowa); † 26. Oktober 1957 in Lantana (Florida)) war ein US-amerikanischer Biologe, Malakologe und Karzinologe mit Interessen in weiteren Wissenschaftsgebieten. Er war mehr als ein halbes Jahrhundert lang in vielen Gebieten der Systematik der Wirbellosen eine außerordentlich präsente Figur.
Den Großteil seiner Laufbahn galt seine Sachkenntnis in der Klassifikation wichtiger Gruppen von Organismen wie Rankenfüßer (Cirripedia), Manteltiere (Tunica),
nordamerikanischer Landweichtiere und weiterer als unangefochten.

## Kindheit, Jugend, Ausbildung
Pilsbry (oft fälschlicherweise als Pilsbury ausgesprochen) verbrachte seine Kindheit und Jugend in Iowa. Als Kind wurde er immer "Harry" Pilsbry gerufen. Schon frühzeitig zeigte er ein lebendiges Interesse an den Weichtieren, die er finden konnte, obwohl das heimische Artenangebot nicht übermäßig reich war.
Pilsbry studierte an der University of Iowa und schloss dort 1882 seine Ausbildung mit einem Bachelor of Science ab.

## Laufbahn
Nach dem Uniabschluss fand Pilsbry nicht sofort Arbeit in seinem Interessengebiet. Stattdessen arbeitete er zunächst mehrere Jahre für Verlage und Zeitschriften. Seine Freizeit hingegen widmete er dem Studium der Weichtiere.
1887 fand er schließlich eine Anstellung als Lektor in New York (City). Dort traf er bald auf George Washington Tryon. Dieser war an der Academy of Natural Sciences of Philadelphia der örtliche Spezialist für Weichtiere und sowohl Leiter als auch Autor des entstehenden mehrbändigen Manual of Concology. Das Treffen führte zu einer Verbindung, die schon nach wenigen Monaten dazu führte, dass Tryon Pilsbry als Assistent einstellte. Tryon war sehr beeindruckt von den Fähigkeiten des jungen Pilsbry als Lektor, seinen sehr guten Kenntnissen in technischer Illustration, am meisten aber von seinem unbändigen Interesse am Studium der Weichtiere und seinen erstaunlichen Fachkenntnissen auf diesem Gebiet.
Schon drei Monate nachdem Pilsbry seine Arbeit antrat, starb George Tryon. Zur Überraschung aller durfte sein frisch eingestellter, nur 25 Jahre alter Assistent den Titel "Conservator of the Conchology Section" und "Herausgeber" des Manual of Conchology übernehmen.
Doch Pilsbry zeigt sich schon bald, dass er den hohen Erwartungen gerecht wurde, denn seine wissenschaftlichen Ergebnisse sind allein von der Menge her bemerkenswert. Während der folgenden fünf Jahre gab er hunderte detaillierter Seiten des Manual of Conchology heraus.
Viele der Druckplatten bereitete er selbst vor. Darüber hinaus gründete er The Nautilus, ein malakologische Zeitschrift von Rang,
die bis ins 21. Jahrhundert hinein existiert. Das College, an dem er studiert hatte, die University of Iowa, ehrte ihn 1899 mit der Verleihung des Doctor of Science. Später empfing er zwei weitere Ehrendoktorwürden: 1940 von der University of Pennsylvania und 1941 von der Temple University. 1921 wurde er in die American Academy of Arts and Sciences gewählt.
In dieser Periode heiratete er auch Adeline Avery.
Den Rest der nächsten 57 Jahre verbrachte Pilsbry praktisch seine ganze Zeit mit dem Schreiben wissenschaftlicher Abhandlungen. Er veröffentlichte über 3000 Artikel, meist, wenn er an der Academy of Natural Sciences war. Von daher wurde auch der größte Teil seiner längeren Artikel von der Akademie veröffentlicht. Die kürzeren Artikel kamen jedoch eher in der Zeitschrift The Nautilus heraus. Was die Veröffentlichungen anbelangt, so war er meist der alleinige Verfasser der Artikel. Dennoch gab es Abhandlungen mit Koautoren oder Juniorautoren, die manchmal eher Förderer als Wissenschaftler waren.
Es ist erstaunlich, dass Pilsbry sich nicht nur auf die Forschungsgebiete beschränkte, die seine Hauptinteressen waren, sondern er bewegte sich mitunter auch in andere Felder der Wissenschaft von Geologie über Paläontologie bis hin zur Taxonomie von Brachiopoda hinein.
Seine Feldarbeit versorgte ihn mit einem steten Strom neuer Arten, die untersucht, seziert und illustriert wurden. Daher wird ihm auch eine schier endlose Zahl von Arten zugeschrieben. So benannte Pilsbry über 5000 Organismen, und allein die veröffentlichte Liste all dieser Arten umfasste 218 Seiten. Pilsbry führte extrem viel Feldarbeit durch und war dadurch ein Experte in Sachen der Feldarbeit gleich welcher Art. Er sammelte Weichtiere praktisch in den ganzen Vereinigten Staaten. Aber sein Aktivitätsradius war nicht nur auf die USA beschränkt, sondern er war auch in einer Vielzahl anderer Ländern tätig: in Argentinien, Australien, auf den Bahamas, Kokosinseln, auf Kuba, auf den Galapagos-Inseln, in Guatemala, auf den Marquesas-Inseln, in Mexiko, Panama, Peru und an weiteren Orten. Die eigenen Fähigkeiten erweiterte er systematisch durch Kooperationen mit anderen Fachkräften. Hierbei ist insbesondere die Zusammenarbeit mit Joseph Bequaert in Afrika und mit Yoichiro Hirase im japanischen Raum zu erwähnen.
Ende Herbst 1957 erlitt Pilsbry bei seiner Arbeit an der Philadelphia Academy einen Herzanfall. Es hatte den Anschein, dass er sich von diesem ernstzunehmenden gesundheitlichen Vorfall erholen würde. Doch das war nicht der Fall. Er verstarb gut anderthalb Monate später in seinem Winterhaus an einer ähnlichen Attacke.
Henry Augustus Pilsbry ist in Bala Cynwyd, Pennsylvania auf dem Friedhof von St. Asaph's Church begraben.

## Bibliographie

### Hauptwerke: Manual of Conchology
Pilsbry war von 1887 bis 1888 Assistent von George Washington Tryon. Nach dessen Tod (1888) wurde Pilsbry Herausgeber des mehrbändigen
Manual of Conchology und erscheint ab Band 12 (1890) auf der Titelseite des Manual of Conchology.

### Die wichtigsten Artikel
- Pilsbry,H.A.: 14. Mai 1889; "New and little known American mollusks, no. I."; Proceedings of the Academy of Natural Sciences of Philadelphia 41: 81-89, pl. 3.
- Pilsbry,H.A.: 25. Februar 1890; "New and little known American mollusks, no. II"; Proceedings of the Academy of Natural Sciences of Philadelphia 41: 411-416, pl. 12.
- Pilsbry,H.A.: 21. Dezember 1890; "New and little known American mollusks, no. 3." Proceedings of the Academy of Natural Sciences of Philadelphia 42: 296-302, pl. 5.
- Pilsbry,H.A.: 1895; "Catalogue of the Marine Mollusks of Japan, with Descriptions of New Species, and Notes on Others Collected by Frederick Stearns"; Detroit: F. Stearns. 196 p. [includes 30 species of modern brachiopods]
- Pilsbry,H.A.: 1900; "Mollusca of the Great Smoky Mountains"; Proceedings of the Academy of Natural Sciences of Philadelphia 52: 110-150.
- Pilsbry,H.A.: 1900; "Note on Polynesian and East Indian Pupidae"; Proceedings of the Academy of Natural Sciences of Philadelphia 52: 431-433.
- Pilsbry,H.A.: 1902; "New land Mollusca from Idaho"; Proceedings of the Academy of Natural Sciences of Philadelphia 54: 593.
- Pilsbry,H.A.: 1905; "Mollusca of the Southwestern States, I: Urocoptidae; Helicidae of Arizona and New Mexico", Proceedings of the Academy of Natural Sciences of Philadelphia 57: 211–290.
- Pilsbry,H.A. & Hirase,Y.: 1905; "Catalogue of the Land and Fresh Water Molluscs of Taiwan (Formosa), with description of new species"; Proceedings of the Academy of Natural Sciences of Philadelphia 57: 720–752.
- Pilsbry,H.A.: 1907; "The Barnacles (Cirripedia) Contained in the Collections of the U.S. National Museum"; Bul. United States National Museum 60, 122 p.
- Pilsbry,H.A. & Ferriss,J.H.: 1907; "Mollusca of the Ozarkian Fauna", Proceedings of the Academy of Natural Sciences of Philadelphia, 58: 529–567.
- Pilsbry,H.A. & Ferriss,J.H.: 1910; "Mollusca of the Southwestern States, III: The Huachuca Mountains, Arizona"; Proceedings of the Academy of Natural Sciences of Philadelphia, 61: 495–516.
- Pilsbry,H.A. & Ferriss,J.H.: 1910; "Mollusca of the Southwestern States: IV. The Chiricahua Mountains, Arizona"; Proceedings of the Academy of Natural Sciences of Philadelphia, 62: 44–147.
- Pilsbry,H.A.: 1911; Non-marine mollusca of Patagonia. Princeton: The University.
- Pilsbry,H.A.: 1912; "A study of the variation and zoogeography of Liguus in Florida"; J. Acad. Nat. Sci. Philadelphia; 15(2nd ser.): 429–471.
- Pilsbry,H.A.: (1915). "Mollusca of the Southwestern States, VI: The Hacheta Grande, Florida, and Peloncillo Mountains, New Mexico"; Proceedings of the Academy of Natural Sciences of Philadelphia, 68: 323–350.
- Pilsbry,H.A. & Ferriss,J.H.: 1915; "Mollusca of the Southwestern States VII: The Dragoon, Mule, Santa Rita, Baboquivari, and Tucson Ranges, Arizona"; Proceedings of the Academy of Natural Sciences of Philadelphia, 68: 363–418.
- Pilsbry,H.A.: 1916; "The Sessile Barnacles (Cirripedia) Contained in the Collections of the U.S. National Museum, including a monograph of the American species". Bul. United States National Museum 93: 366.
- Pilsbry,H.A. & Ferriss J.H.: 1917; "Mollusca of the Southwestern States VIII: The Black Range, New Mexico"; Proceedings of the Academy of Natural Sciences of Philadelphia 69: 83–107.
- Pilsbry,H.A. & Ferriss,J.H.: 1919; "Mollusca of the Southwestern States IX: The Santa Catalina, Rincon, Tortillita and Galiuro Mountains. X. The mountains of the Gila headwaters"; Proceedings of the Academy of Natural Sciences of Philadelphia 70: 282–333.
- Pilsbry,H.A. & Ferriss,J.H.: 1923; "Mollusca of the Southwestern States, XI - From the Tucson Range to Ajo, and mountain ranges between the San Padro and Santa Cruz rivers, Arizona"; Proceedings of the Academy of Natural Sciences of Philadelphia 75: 47–103.
- Pilsbry,H.A. & Joseph Charles Bequaert|Bequaert,J.: 1927; "The Aquatic Mollusks of the Belgian Congo. With a geographical and ecological account of Congo malacology"; Bul. United States National Museum 53: 69–659.
- Pilsbry,H.A.: 1934; "Zoological Results of the Dolan West China Expedition of 1931, Part II, Mollusks". Proceedings of the Academy of Natural Sciences of Philadelphia 86: 5–28.
- Pilsbry,H.A.: 1939; "Land Mollusca of North America north of Mexico" vol. I part 1. Acad. Nat. Sci. Philadelphia. pp. 1–574.
- Pilsbry,H.A.: 1940; "Land Mollusca of North America north of Mexico" vol. I part 2. Acad. Nat. Sci. Philadelphia. pp. 575–994.
- Pilsbry,H.A.: 1946; "Land Mollusca of North America north of Mexico" vol. II part 1. Acad. Nat. Sci. Philadelphia. pp. 1–520.
- Pilsbry,H.A.: 1948; "Land Mollusca of North America north of Mexico" vol. II part 2. Acad. Nat. Sci. Philadelphia. pp. 521–1113.
- Pilsbry,H.A.: 1948; "Inland Mollusks of Northern Mexico. I. The genera Humboldtiana, Sonorella, Oreohelix and Ashmunella"; Proceedings of the Academy of Natural Sciences of Philadelphia, 100: 185–203.
- Pilsbry.H.A.: 1953; "Inland Mollusca of Northern Mexico. II. Urocoptidae, Pupillidae, Strobilopsidae, Valloniidae, and Cionellidae"; Proceedings of the Academy of Natural Sciences of Philadelphia, 105: 133–167.